# Une nuit pas comme les autres
 (mai 2017).
Si vous disposez d'ouvrages ou d'articles de référence ou si vous connaissez des sites web de qualité traitant du thème abordé ici, merci de compléter l'article en donnant les références utiles à sa vérifiabilité et en les liant à la section « Notes et références ».
Une nuit pas comme les autres est une nouvelle écrite par Georges Holassey, écrivain franco-togolais. Elle est publiée en 2010 dans le recueil de nouvelles intitulé Gorée : les esclaves y pleurent encore.

## Résumé
Le Narrateur est un collégien qui vit perpétuellement dans la peur à cause des histoires qu'on raconte sur les êtres mystérieux qui les verraient à leur insu et des interdits qui, lorsqu'ils sont respectés, leur permettraient d'échapper aux malédictions. Puis une nuit, ce jeune, poussé par la curiosité, enfreint un des interdits en regardant sous un arbre censé abrité des oiseaux maléfiques. Il y voit une forme mystérieuse. Il court appeler sa mère qui lui demande d'aller chercher son père. Puis, petit à petit, une foule se rassemble à bonne distance de l'arbre,  intriguée et effrayée par cette forme mystérieuse qu'on aperçoit sous l'arbre plongé dans l'obscurité. Nul n'ose aller voir de près ce qui se trouve réellement sous l'arbre. Chacun y va de son commentaire et ses interprétations des gestes de l'être mystérieux, partagé entre la peur de cet être étrange qui bouge dans le noir – un esprit peut-être - et la joie d’assister à un événement extraordinaire. C’est alors qu’arrive Félix, un maître d’école venu de la capitale qui brave les tabous et dénigre les totems. Soudain, contre toute attente, après quelques hésitations, Félix ce têtu de nature, ce rétif inflexible, fait fi de toutes les réactions et surprend tout le monde en s’élançant vers le grand arbre. Les femmes et quelques hommes transis de peur, font plusieurs pas en arrière et se mettent à crier au secours.
La chute de cette nouvelle extraordinaire est vraiment désopilante et inoubliable.

## Analyse
Georges Holassey livre dans cette nouvelle une analyse de l'impact de la tradition ancestrale sur les réactions humaines. Ce "voyage fascinant au pays des peurs, des croyances et des superstitions" qui peuvent être collectives devant des formes qu'on arrive pas à définir au premier regard, des peurs souvent accentuées par les ténèbres.
Les traditions parfois aliénantes peuvent ainsi empêcher les curiosités et les doutes constructeurs qui font avancer la connaissance et émanciper l'esprit.

## Éditions
- Gorée : les esclaves y pleurent encore, Éditions Le Mono, collection Émotions Littéraires, 2010[4] (les autres nouvelles de ce recueil sont : Gorée: les esclaves y pleurent encore, Mon oncle ce revenant, Le Cercle des phénomènes et Mon ami Léon...)